# Maria Gripe
María Gripe nacida como María Walter (Vaxholm, 25 de julio de 1923–Rönninge, 5 de abril de 2007) fue una escritora sueca de literatura infantil y juvenil, galardonada con el Premio Hans Christian Andersen y traducida a decenas de idiomas.

## Biografía
De padre escritor, nació en Vaxholm, un pueblo cerca de Estocolmo en 1923. Estudió filosofía y también historia de las regiones y religiones en la Universidad de Estocolmo. Tras licenciarse, se dedicó a la enseñanza. En 1946 se casó con el pintor e ilustrador Harald Gripe, que la animó a escribir y quien más tarde ilustraría muchos de sus textos.
Aunque comenzó escribiendo libros de tipo tradicional, surgidos, como ella misma dice, de las historias que contaba a su hija Camila —quien, a su vez, también se convirtió en una autora infantil— pronto comenzó a crear otras en las que sacaba a la luz el autoritarismo que se esconde en la familia y en la escuela, lo que la convierte en una de las representantes de la tendencia antiautoritaria en la literatura infantil. 
Debutó en la literatura con I vår lilla stad (En nuestra pequeña ciudad), novela publicada en 1954, y adquirió popularidad internacional en la década siguiente con su trilogía sobre Hugo y Josefina. Algunas de sus obras figuran en la lista de libros recomendados para su lectura en la enseñanza secundaria, como, por ejemplo, Los escarabajos vuelan al atardecer (1983), que solo en castellano ha tenido más de 40 ediciones y que ha figurado en listas tanto de España como de otros países de lengua castellana (por ejemplo, Chile, 1º Medio). Varias de sus obras, incluida esta última, han sido adaptadas al cine.
Con un estilo exquisito, un lenguaje certero y simple, afronta cualquier tema realista, por muy peligroso que pueda parecer, pero que preocupa a la infancia: el hijo no deseado o ignorado, el alcoholismo, la cárcel, el desempleo, la envidia, la inadaptación, la muerte, la soledad son parte de la vida cotidiana con los que hay que aprender a vivir o que hay que superar.[cita requerida]
Gripe, que en 1974 obtuvo la medalla Hans Christian Andersen, vivió la mayor parte de su vida adulta en Nyköping, ciudad donde también tuvo lugar la adaptación cinematográfica de su libro Agnes Cecilia. Después de un largo periodo de demencia senil, falleció a los 83 años en una residencia para ancianos en Rönninge, en las afueras de Estocolmo. Su esposo Harald había muerto cerca de 13 años antes.

## Obras
- I vår lilla stad (1954)
- När det snöade (1955)
- Kung Laban kommer (1956)
- Kvarteret Labyrinten (1956)
- Sebastian och skuggan (1957)
- Stackars lilla Q (1957)
- Tappa inte masken (1959)
- Un verano con Nina y Larsen (De små röda) (1960)
- Josefina (Josefin) (1961)
- Hugo y Josefina (Hugo och Josefin) (1962)
- La hija del espantapájaros (Pappa Pellerins dotter) (1963)
- Los hijos del vidriero (Glasblåsarns barn) (1964)
- El rey y el cabeza de turco (I klockornas tid) (1965)
- Hugo (Hugo) (1966)
- El país de más allá (Landet utanför) (1967)
- Papá de noche (Nattpappan) (1968)
- El túnel de cristal (Glastunneln) (1969)
- Mi tía, agente secreto (Tanten) (1970)
- La casa de Julia y el papá de noche (Julias hus och nattpappan) (1971)
- Elvis Karlsson (Elvis Karlsson) (1972)
- Elvis, Elvis (Elvis! Elvis!) (1973)
- El abrigo verde (... ellen dellen...) (1974)
- El auténtico Elvis (Den «riktiga» Elvis) (1976)
- Att vara Elvis (1977)
- Los escarabajos vuelan al atardecer (Tordyveln flyger i skymningen) (1978)
- Bara Elvis (1979)
- Agnes Cecilia (Agnes Cecilia en sällsam historia) (1981)
- La sombra sobre el banco de piedra (Skuggan över stenbänken) (1982)
- Aquellas blancas sombras en el bosque (... och de vita skuggorna i skogen) (1984)
- Godispåsen (1985)
- Carolín, Berta y las sombras (Skuggornas barn) (1986)
- Boken om Hugo och Josefin, samlingsvolym (1986)
- Skugg-gömman (1988)
- Hjärtat som ingen ville ha (1989)
- Tre trappor upp med hiss (1991)
- Eget rum (1992)
- Egna världar (1994)
- Annas blomma (1997)